# Рубанове
Рубанове — колишнє село, входило до складу Русанівської сільської ради, Липоводолинський район, Сумська область.
Станом на 1984 рік в селі проживало 70 людей.
1994 року село зняте з обліку.

## Географічне розташування
Село знаходилось на правому березі річки Вільшана, на відстані 3 км вище по течії — село Червоногірка, за 2 км нижче по течії — село Русанівка.

## Відомі особистості
В поселенні народився:
- Чеботько Михайло Ульянович (1920—1944) — радянський воїн.